# Pueraria montana var. lobata
Variété
Synonymes
- Dolichos hirsutus Thunb.[2] [3]
- Dolichos japonicus hort.[2]
- Dolichos lobatus Willd.[2] [3]
- Neustanthus chinensis Benth.[2] [3]
- Pachyrhizus thunbergianus <small
- Pueraria caerulea H.Lev. & Vaniot[2] [3]
- Pueraria harmsii Rech.[2] [3]
- Pueraria hirsuta (Thunb.) Matsum.[3]
- Pueraria koten H.Lev. & Vaniot[2]
- Pueraria lobata (Willd.) Ohwi (d), 1947[1]
- Pueraria lobata subsp. lobata[3]
- Pueraria lobata (Willd.) Ohwi[2] [3]
- Pueraria lobata[4]
- Pueraria montana var. lobata (Willd.) Maesen & S. Almeida (préféré par BioLib)[3]
- Pueraria montana var. lobata Pueraria lobata (Willd.) Ohwi (préféré par NCBI)[4]
- Pueraria neo-caledonica Harms[2]
- Pueraria pseudo-hirsuta T.Tang & Wang[2]
- Pueraria thumbergiana (Siebold & Zucc.) Benth.[2]
- Pueraria volkensii Hosok.[2]

Pueraria montana var. lobata (syn. Pueraria lobata) est une variété de plantes à fleurs de la famille des Fabaceae.

## Liste des variétés et sous-espèces
Selon Tropicos (13 janvier 2022) :
- sous-espèce Pueraria lobata subsp. thomsonii (Benth.) Ohashi & Tateishi
- variété Pueraria lobata var. chinensis (Benth.) Ohwi
- variété Pueraria lobata var. lobata
- variété Pueraria lobata var. montana (Lour.) Maesen
- variété Pueraria lobata var. thomsonii (Benth.) Maesen